# Diecezja włodzimierska
Diecezja włodzimierska – diecezja Kościoła rzymskokatolickiego powstała w 1375. Podporządkowana pod metropolię halicką a po jej likwidacji w 1414 pod metropolię lwowską. Przestała istnieć w 1425, kiedy jej terytorium włączono do diecezji łuckiej.

## Biskupi ordynariusze
- Piotr 1358–1370
- Hynko 1371–1373
- Izydor 1375–1380
- Mikołaj 1390–1400
- Grzegorz Buczkowski 1400–1425